# Бахматувка
Бахматувка (пол. Bachmatówka) — село в Польщі, у гміні Сокулка Сокульського повіту Підляського воєводства.
Населення — 56 осіб (2011).
У 1975—1998 роках село належало до Білостоцького воєводства.

## Демографія
Демографічна структура станом на 31 березня 2011 року:
|          | Загалом | Допрацездатний вік | Працездатний вік | Постпрацездатний вік |
| -------- | ------- | ------------------ | ---------------- | -------------------- |
| Чоловіки | 34      | 8                  | 21               | 5                    |
| Жінки    | 22      | 4                  | 9                | 9                    |
| Разом    | 56      | 12                 | 30               | 14                   |